# Ringbeam
A ringbeam egy olyan antennatipus, amely 1λ kerületű gyűrű sugárzóra épül. Sugárzási és elektromos paraméterei hasonlóak, mint a többi egészhullámú hurokantennának. Mechanikai megvalósítása jóval nehezebb, mint a delta- vagy quadhuroké, viszont nem rendelkezik sokkal nagyobb antennanyereséggel, így ez az antennatipus nem terjedt el.
A hurokantennák közül ez az antennatipus azért érdekes, mert a vezető kerületéhez viszonyítva ez az antenna rendelkezik a legnagyobb hatásos felülettel. A hatásos felület / kerület arányt szintén lehet növelni oly módon, hogy szabályos sokszögekből képezzük a sugárzót, viszont anyagigényes mivolta miatt ez sem elterjedt megoldás.
Polarizációja megfelel az ábrán zölddel jelzett félhullámú dipóléval.

## Sugárcsatolású antenna készítése gyűrűs elemekből[1]
Gyűrűs elemekből is lehet képezni parazitasugárzót, így készíthető gyűrűs hurkokból is sugárcsatolású antenna. A méretezés és az elrendezés az alábbi ábrán látható:
A kerületeket és az elemtávolságokat az alábbiak szerint számíthatjuk:
{\displaystyle K_{R}={\frac {329}{f}}}
{\displaystyle K_{S}={\frac {307}{f}}}
{\displaystyle K_{D}={\frac {289}{f}}}
{\displaystyle l_{R-S}\approx 0.21\lambda }
{\displaystyle l_{S-D}\approx 0.14\lambda }
Ha csak reflektor-sugárzó rendszert készítünk, akkor az R-S elemtávolság a következőképp módosul:
{\displaystyle l_{R-S}={\frac {\lambda }{4}}}
- f - az üzemi frekvencia (MHz)
- λ - az üzemi hullámhossz (m)
- KR - a reflekror kerülete (m)
- KS - a sugárzó kerülete (m)
- KD - a direktor kerülete (m)
- lR-S - reflektor - sugárzó távolsága (m)
- lS-D - sugárzó - direktor távolsága (m)